# 몽골 요리

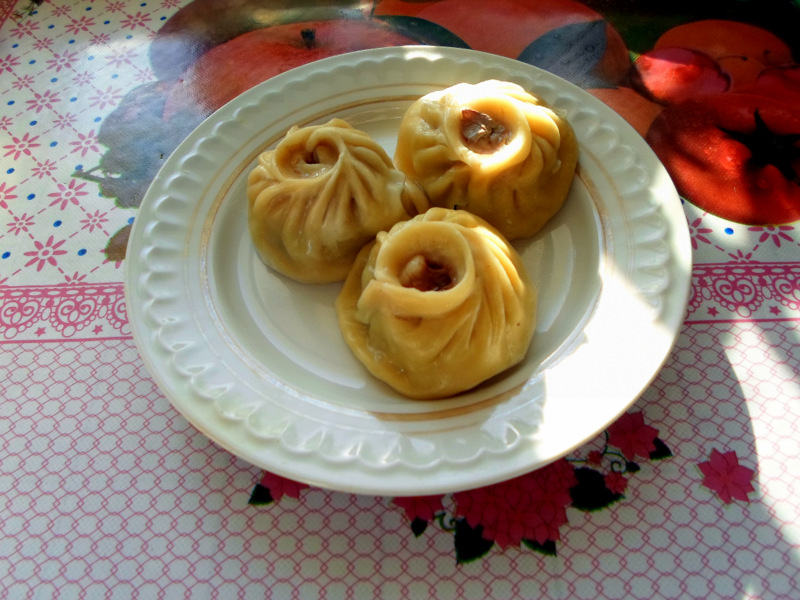
부즈

몽골 요리(Mongol 料理, 몽골어: Монгол хоол 몽골 홀)는 중앙아시아 요리의 특성도 있다. 대체적으로 낙농 제품과 고기류로 구성된다. 몽골 유목민들은 말, 소, 야크, 낙타, 양, 염소, 산양, 당나귀, 가젤 등 기르던 동물로 생계를 꾸려왔기 때문이다. 고기는 수프나 고기 만두로 쓰이고 겨울에는 말려서 먹는다. 유제품은 크림으로 만들어 마시기도 하며 치즈로 만들어 먹기도 한다.
몽골의 요리는 많은 동물성 지방을 포함한다. 산업화 사회에서는 이것이 비만을 일으킬 수 있지만 몽골인들에게는 추운 겨울을 버티고 유목업의 일을 하기 위해서 필수적으로 지방 섭취가 필요하다. 겨울에는 최대 섭씨 영하 40도까지 떨어지기 때문에 야외 활동을 하기 위해서 충분한 에너지 공급은 필수이다.
농촌의 유목민들은 원칙적으로 자급자족한다. 이동식 원형 텐트인 게르(ger)에서 여행자들은 먹을 거리를 해결할 수도 있다.

## 몽골의 환경
몽골은 평균 고도가 1,600미터에 이르는 고산지대이다. 산소 부족으로 고산병을 걱정할 정도는 아니지만 다른 지역에서 온 이방인들에겐 약간의 어지러움을 유발할 정도이며 거친 운동을 하기에 다소 무리가 있을 수 있다. 또한 몽골은 내륙에 위치한 거대한 초원으로 강수량이 적고 일교차, 연교차가 큰 전형적인 대륙성 기후이다. 겨울엔 대개 영하 20°C 정도이며, 심한 일교차 때문에 밤에는 영하 40°C까지 내려간다. 반대로 여름엔 33°C~38°C로 매우 덥다. 고비 사막으로 이어지는 몽골의 남쪽 초원지대에는 고비 사막의 영향으로 매우 건조하며 강한 햇빛 때문에 자외선이 상당이 강하다.

## 몽골 음식의 문화

### 하얀 음식과 빨간 음식
몽골 초원민의 식탁은 하얀 음식과 빨간 음식으로 채워진다. 하얀 음식(차강 이데)은 가축의 젖으로 만든 각종 유제품을 총칭하는 말이다. 여름에서 가을까지 충분히 짜낸 우유로 여러 가지 유제품을 만든다. 유제품은 보존식품으로서 1년 내내 먹는 음식이다. 그러나 그 질과 양에서 유제품이 가장 풍성한 계절은 역시 여름이다. 한편 빨간 음식은 가축을 도살하여 얻는 육류를 총칭하는 말이다. 가을에 통통하게 살찐 가축을 도살해 혹한기에 대비한다. 따라서 육식이 가장 풍성한 계절은 기본적으로 겨울이다. 몽골 초원민의 식탁은 이와 같이 여름을 정점으로 하는 하얀 음식과 겨울을 정점으로 하는 빨간 음식이라는 명료한 계절성을 갖는 두 가지 주식에 의하여 유지되고 있다. 모두가 가축이 가져다주는 큰 선물이다. 여름날 몽골 초원에서는 많은 유목민들이 유제품을 널빤지에 펴거나 가죽부대에 넣어 천막 위에서 햇볕에 말린다. 유제품을 말리기 위한 받침대를 마련하기도 하고, 새의 피해를 막기 위해 죽은 까치를 매단 경우도 여름철 몽골 초원에서는 좋은 구경거리가 된다.

### 음식의 의미
일반적으로 하얀 음식은 그 색깔 때문에 청렴과 진심을 상징하는 것으로 인식된다. 하얀 음식에 더하여 빨간 음식은 풍성함을 나타낸다. 몽골의 대표적 화가 '샤라브'가 그린 가을풍경 속에도 양의 도살장면이 포함되어 있는데, 양을 여덟 개 부위로 해체해서 삶은 후, 살아 있을 때와 유사한 모습으로 그릇에 담아 내놓는다. 그것은 슈우스라 불리고, 초원에서 최고의 접대요리다.

### 보존방법
겨울의 도축기에 도살한 고기의 경우 양은 덩어리 째 보존하고, 소는 대부분 육포와 같이 찢어 말린다. 그리고 이처럼 찢어서 말린 고기를 보르츠라 한다. 보르츠를 갈아 만든 가루는 훌륭한 휴대식량이 된다. 내장도 또한 부위에 따라 가공된다. 약용으로 사용되는 쓸개를 빼고 어느 하나도 버리지 않는다. 특히 빨간 음식의 지방질은 흑한기를 견디는 데 중요한 칼로리원이 되기 때문에 몽골에서의 지방질은 부(富)의 상징이 된다.

## 몽골 음식의 특징
몽골의 전통 요리는 대체적으로 낙농 제품과 고기류로 구성된다. 몽골 유목민들은 말, 소, 야크, 낙타, 양, 염소, 산양, 당나귀, 영양 등 기르던 동물로 생계를 꾸려왔기 때문이다. 고기는 수프나 고기 만두로 쓰이고 겨울에는 말려서 먹는다. 우유는 크림으로 만들어 마시기도 하며 치즈로 만들어 먹기도 한다.
몽골의 요리는 많은 동물성 지방을 포함한다. 산업화 사회에서는 이것이 비만을 일으킬 수 있지만 몽골인들에게는 추운 겨울을 버티고 유목업의 일을 하기 위해서 필수적으로 지방 섭취가 필요하다. 겨울에는 최대 섭씨 영하 40도까지 떨어지기 때문에 야외 활동을 하기 위해서 충분한 에너지 공급은 필수적이다. 기름진 음식을 많이 먹기에 수테 차이와 끓인 물은 반드시 먹으며 식사후에는 곧바로 활동을 하지 않는다.(기름이 건조한 상태로 말라버리면 심각한 피부질환을 유발할 수도 있기 때문이다.)
농촌의 유목민들은 원칙적으로 자급자족한다. 이동식 원형 텐트인 유르트(Yurt)에서 여행자들은 먹을 거리를 해결할 수도 있다.
몽골 음식의 대부분은 중국 및 주변국의 영향을 받은 음식으로 그 명칭을 그대로 이어 상용되기도 한다.

## 잘 알려진 음식과 음료
몽골의 토속음식은 부재료를 첨가하지 않은 양고기 요리가 대부분이다. 시골일수록 더한데 도시에서는 청 지배 시절 중국음식이 토착화한 고기 만두인 부즈를 판다는 간판이 흔해서 거기서 먹을 수 있다. 부즈 이외의 다른 고기만두로는 물에 끓여 만드는 반시나 양고기를 구워 만드는 요리도 있다. 수프인 랍샤(Lapsha)나 볶음밥 종류인 부다타이 후르가(Budaatai Huurga), 볶음 국수 종류인 초이왕도 있다.
부즈 이외의 후슈르는 튀김만두와 유사하고 고기와 양파를 잘게 썰어 간을 한 속을 밀가루로 만든 피에 싸서 튀겨 먹는 음식으로 부즈 만큼이나 대중화된 간이 음식으로 부즈와 같이 전문점도 존재한다.
시리얼은 대개 보리로 만들어진다. 대맥으로 만드는 시리얼은 우유나 물에 섞어서 먹으며 설탕이나 밀크티와 곁들여 먹기도 한다. 매일 먹는 음료로는 소금을 곁들인 수테 차이('우유가 든 차'라는 뜻, '밀크티')가 있으며 쌀과 고기를 곁들여 진한 죽(zutan)으로 만들어 먹기도 한다. 공산주의 시대 동안 소련의 영향으로 아주 많은 국내 보드카 상품이 몽골 내에 있고 대중적인 편이다.
큰 찜통의 바닥에 차돌을 깔고 큰 덩이로 뼈째 썰은 양고기와 감자 등의 채소를 약간의 간을 더한 상태로 찐, 호르호그라는 찜요리는 축제나 잔치 때 나누어 먹는 음식으로 보편화되어 있으며, 현재 관광객에게 제공하는 특식으로 유명하다. 이와 유사한 버덕이라는 양고기 대신 염소고기를 구운 차돌을 이용하여 구워먹는 음식이 있는데 호르호그의 경우 조리시간이 4~5시간 소요되며, 버덕의 경우 6시간 이상 소요되기도 하므로 특별한 경우가 아니고는 대중음식으로 칠 수 없는 음식이다.
몽골 음식의 거의 대부분은 중국 및 주변국의 영향을 받은 음식으로 그 명칭을 그대로 이어 상용되기도 하는데, 최근에는 김치를 포함한 음식도 대중식당의 메뉴를 차지하고 있다.
기름진 음식을 많이 먹기에 수테 차이와 끓인 물은 반드시 먹으며 식사후에는 곧바로 활동을 하지 않는다.(기름이 건조한 상태로 말라버리면 심각한 피부질환을 유발할 수도 있기 때문이다.)

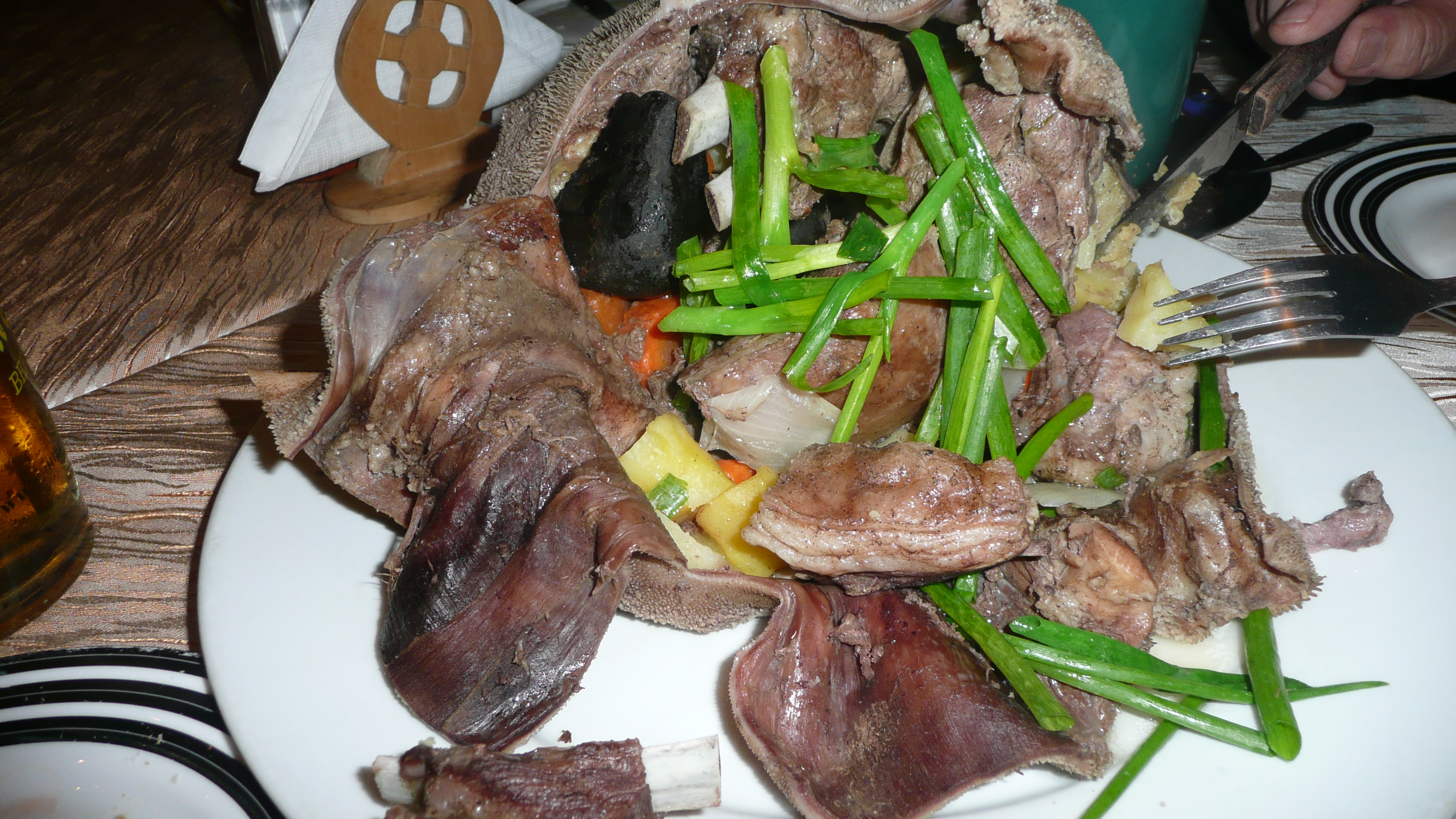
호르호그
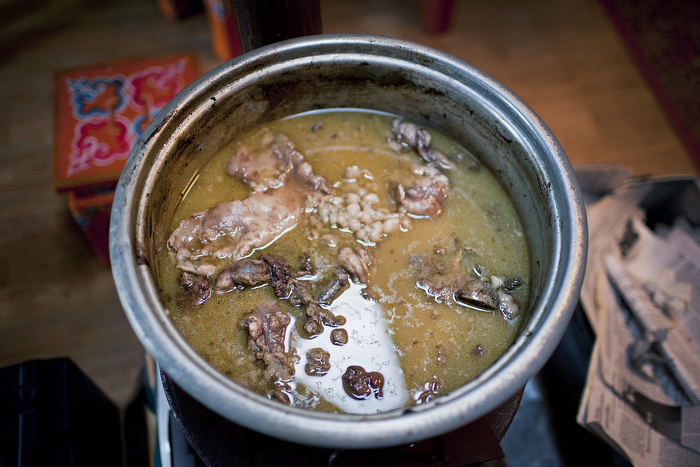
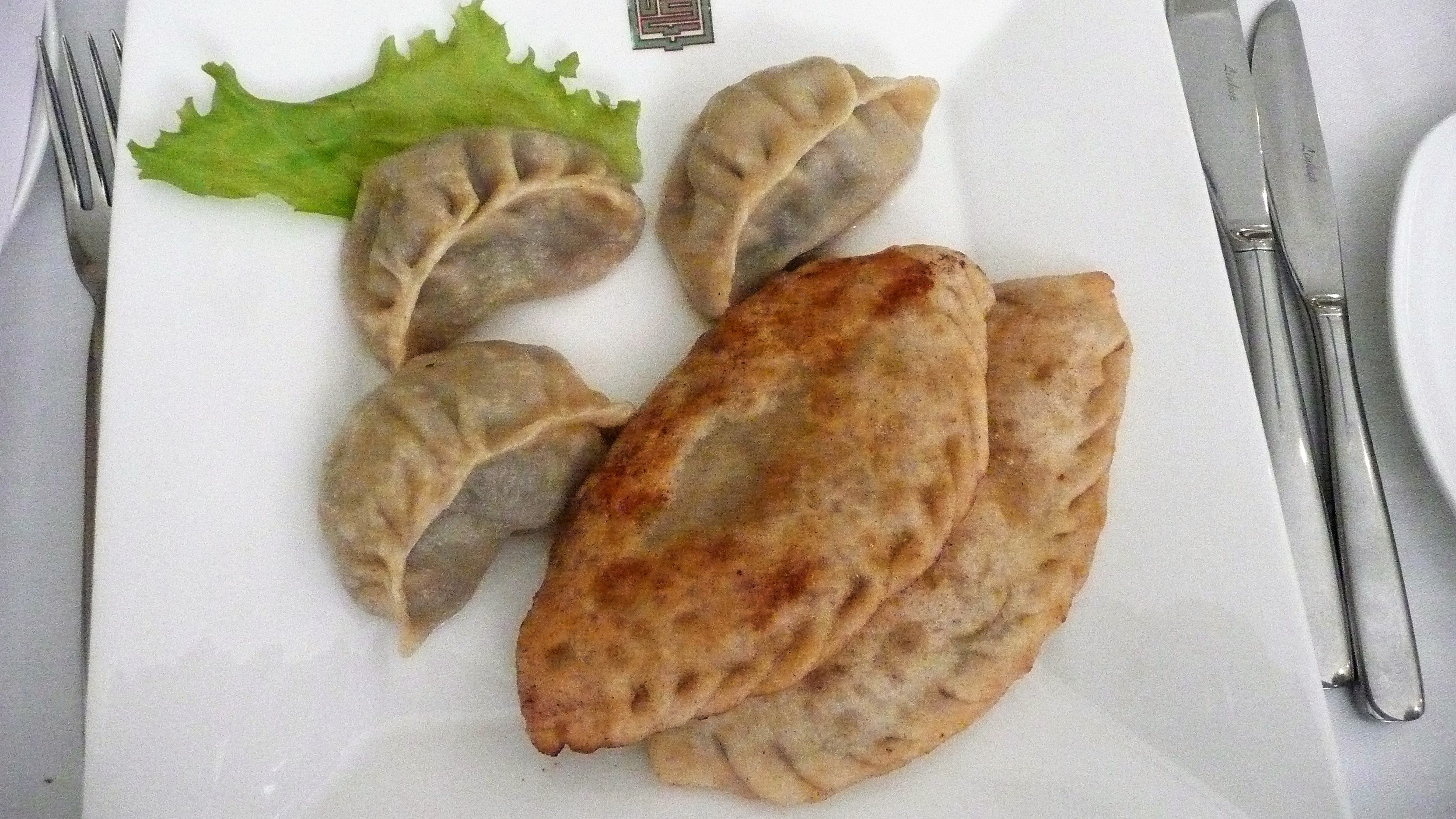
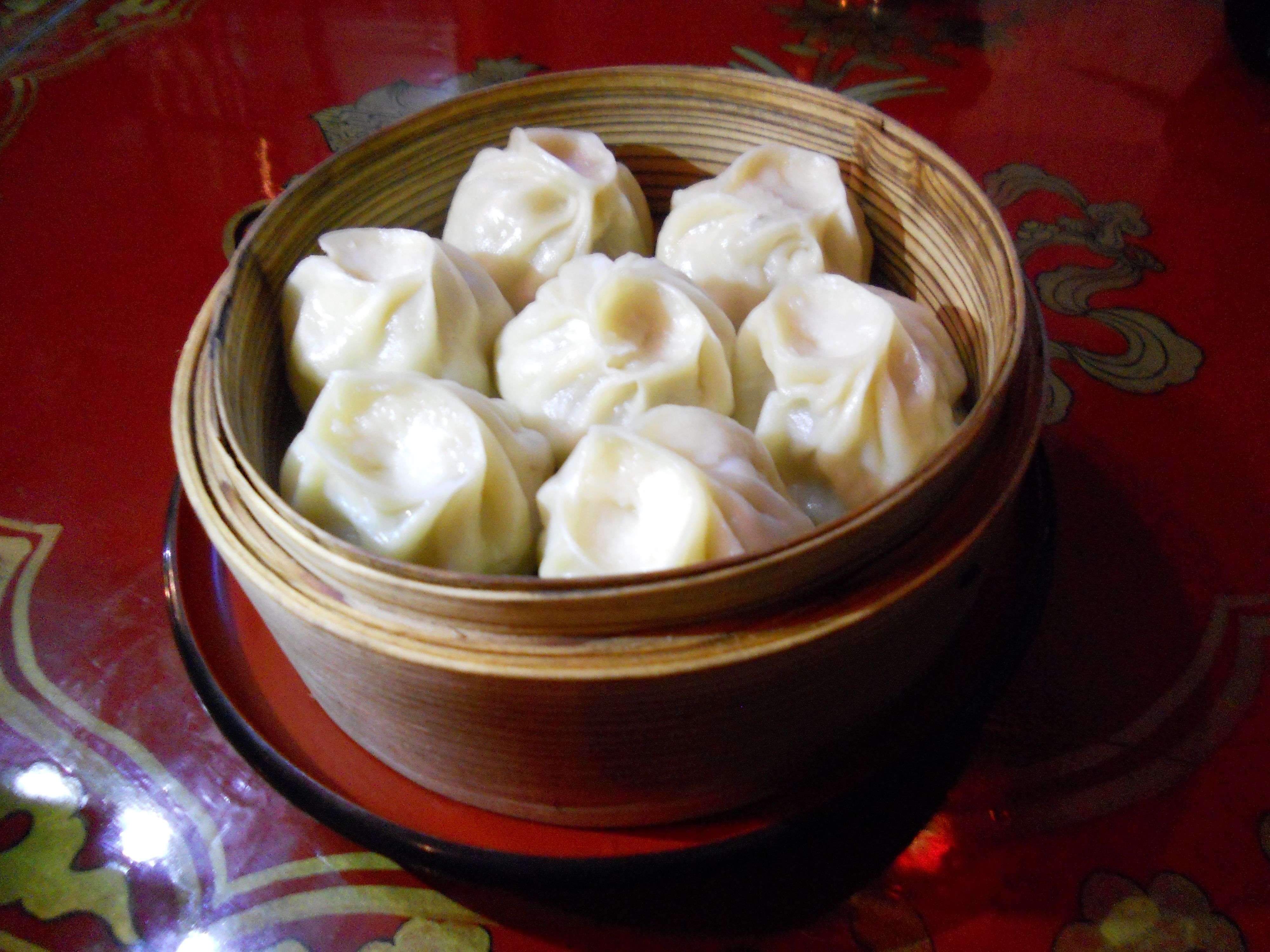
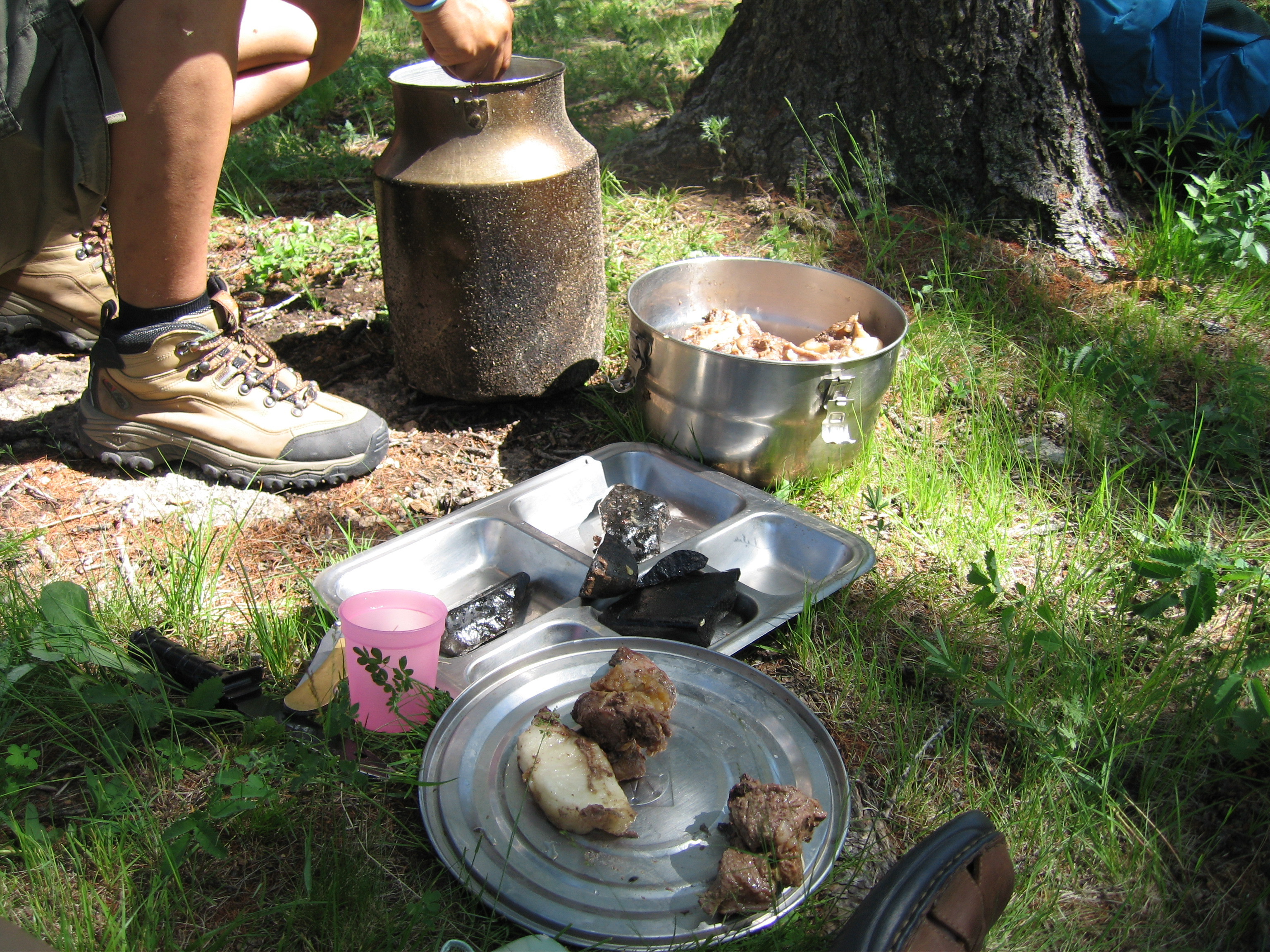
호르호그
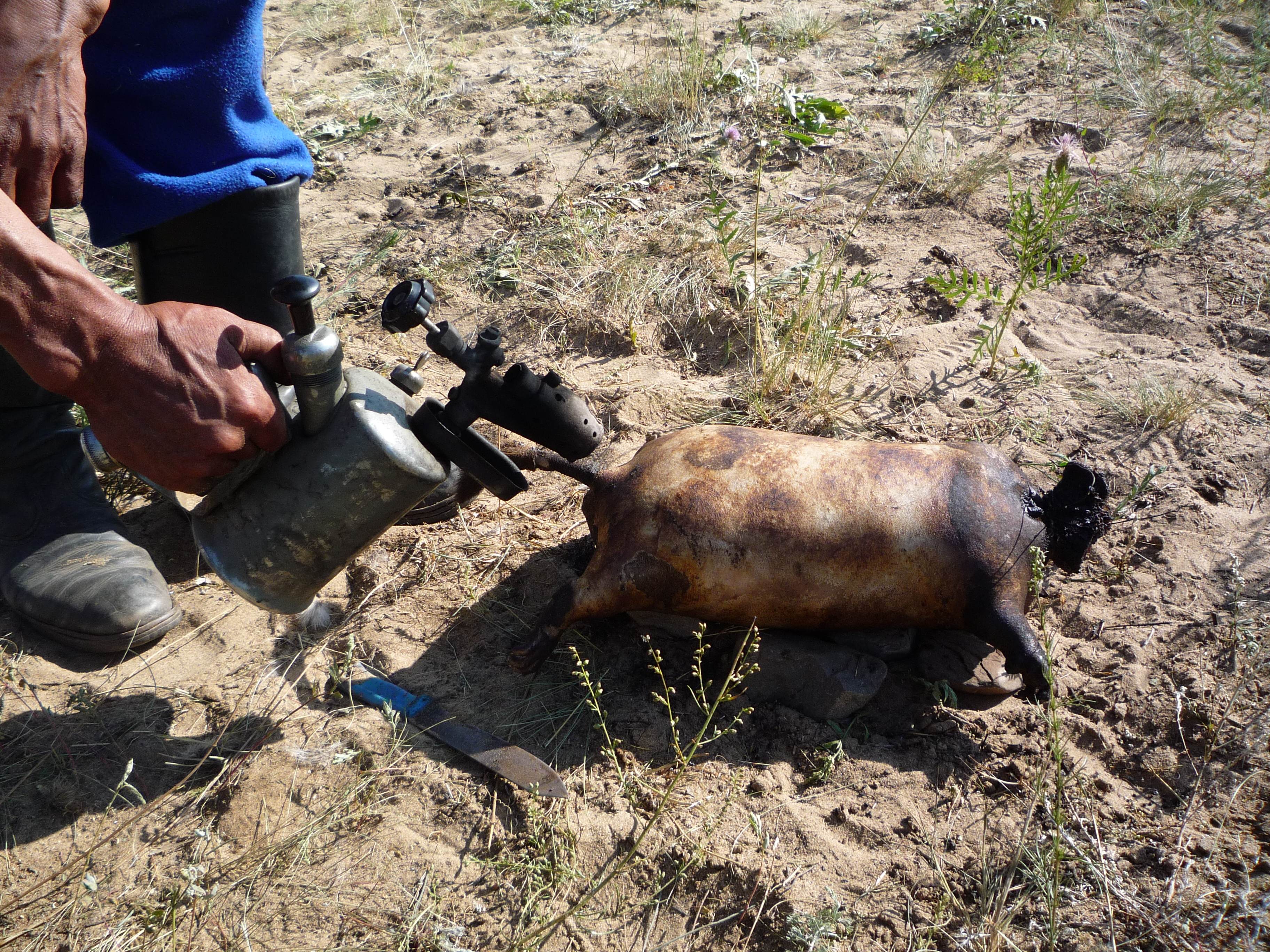

## 환대
게르에 들어온 손님에게는 항상 먹을거리를 대접해야 한다. 음식을 주는 것을 사양할 수 없으며 꼭 음식을 다 비울 필요는 없다. 제공된 음식을 조금 먹고 최소한의 예의를 갖추면 주인이 미소로 답한다. 만약 다 먹으면 즉시 주인은 음식을 다시 준다. 음식을 남기면 귀신들이 와서 맛을 본다고 생각한다.

## 오해
동아시아, 유럽, 북아메리카에 있는 음식점들은 몽골식 바베큐라는 음식을 내놓는다. 여러 재료를 꼬치에 한데 끼워 돌화로에 올려서 저으며 굽는 음식이다. 이것이 미국으로 가서 심지어 울란바타르에도 지점을 냈는데 이것은 절대 몽골식 음식이 아니며 오히려 일본식 철판볶음에 가깝다. 또 오해할 수 있는 음식이 서양 음식점에서 자주 등장하는 몽골식 소고기 요리인데 이것은 동아시아 지역의 향이 묻어나는 음식에 가깝다.
또한 몽골식이라는 단어는 쇠고기나 양고기에다 감자 등을 섞어서 냄비에 찐 것을 가리키는 요리에 자주 등장하는데 이러한 명명 방식은 과학적 물증과 거의 관계가 없다. 조리 방식이나 필요한 조리 도구는 몽골 요리와는 그다지 연관이 없다. 조리 도구의 경우 몽골 사람들은 유목하므로 무게나 부피를 줄여야 하기 때문에 특별한 조리 도구가 많지 않으며 이것이 몽골식 방식이라는 것은 어폐가 있다.
몽골인들은 여행을 하거나 유목을 할 때 음식을 옛날처럼 휴대하거나 만들어 먹는다. 그 형태는 대개 굽거나 화로에 구운 것으로 우유에 곡류를 곁들여 먹는다.

## 같이 보기
- 중앙아시아 요리
- 동아시아 요리

1. ↑  “코트라(KOTRA)국가정보”. 《네이버》.
2. ↑  “Mongol School.”. 《Dui-Korea.》. 2017년 4월 13일에 원본 문서에서 보존된 문서. 2017년 6월 3일에 확인함.